# Hauts-Plateaux
Hauts-Plateaux är ett departement i Kamerun.   Det ligger i regionen Västra regionen, i den västra delen av landet, 200 km nordväst om huvudstaden Yaoundé. Antalet invånare är 117 008.